# Roshnik
Roshnik è una frazione del comune di Berat in Albania (prefettura di Berat).
Fino alla riforma amministrativa del 2015 era comune autonomo, dopo la riforma è stato accorpato, insieme agli ex-comuni di Berat, Otllak, Velabisht e Sinjë a costituire la municipalità di Berat.

## Località
Il comune è formato dall'insieme delle seguenti località:
- Bogdan i poshtem
- Bogdan i Siperm
- Dardhe
- Karkanjoz
- Kostren i Madh
- Kostren i Vogel
- Mimias
- Perisnk
- Qafe Dardhe
- Roshnik
- Roshnik i Vogel
- Vojnik
- Rabja